# Baraka (película)
Baraka es una película puramente visual dirigida por Ron Fricke y producida por Mark Magidson en 1992. Aunque generalmente es calificada como documental, la película pertenece a un nuevo estilo de cinematografía, cuyos máximos exponentes son Koyaanisqatsi (1982), Baraka y su secuela, Samsara (2011).

## Sinopsis
Documental filmado en 24 países que narra, en términos eminentemente visuales, aurales y musicales, la evolución de la Tierra y de la Humanidad, al mismo tiempo que señala las formas en que el ser humano se ha relacionado con su medio ambiente. La aparente fragilidad de la vida humana es contrastada con la grandeza de sus obras, al mismo tiempo que se subraya la desigual relación entre hombre y naturaleza. En medio de estos contrastes, la espiritualidad de la humanidad surge como el elemento más importante que la distingue de otras especies.
En pequeños fragmentos muestra religiones, tribus, culturas enteras, lo que la hace interesante; aunque algunos argumenten que no es realmente un documental, ya que no cumple principalmente con el requisito de descripción que manejan estos filmes, es realmente uno.

## Descripción
"Baraka" se inserta en la nueva tradición del documental, cuyas obras importantes incluyen a "Koyaanisqatsi" (1983) y "Powaqqatsi" (1988) del estadounidense Reggio y la más reciente "Microcosmos" (1996) de los franceses Claude Nuridsany y Marie Pérennou. Todas estas cintas concentran su poder narrativo en una mezcla, aparentemente casual, de imágenes, música y sonidos naturales o artificiales. Asimismo, comparten una visión propia de los umbrales de un nuevo siglo: la reflexión sobre las complejas relaciones que los seres humanos hemos establecido con la naturaleza y con los medios ambientes que hemos creado.
El título de "Baraka" proviene de la palabra de origen Sufi -una comunidad religiosa islámica- que significa "aliento de vida". A partir de esta premisa, la mancuerna integrada por el director Fricke y el productor Magidson crearon un poema visual místico de proporciones globales. Carente de palabras y con una línea temporal fragmentada, '"Baraka" es un filme que lo mismo comenta acerca de la santidad que del materialismo, en una escala íntima, muy cercana a las emociones de los espectadores. 
La música se ha constituido en elemento esencial de la nueva tradición documental y la banda sonora de "Baraka" no es la excepción. Las composiciones de Michael Stearns contribuyen a aumentar la intensidad con que se perciben las imágenes de la cinta, proporcionando al espectador una experiencia casi extrasensorial.